# آرشالویس سارویان
آرشالویس سارویان (ارمنی: Արշալույս Սարոյան؛  زادهٔ ۴ فوریهٔ ۱۹۲۳ - درگذشته ۲۵ نوامبر ۱۹۷۴) ترجمه، روزنامه‌نگار، شاعر و ویراستاری اهل ارمنستان بود.

## زندگی‌نامه
وی در ۴ فوریهٔ ۱۹۲۳ در سارناغبیور به دنیا آمد . وی عضو اتحادیه نویسندگان اتحاد شوروی بود. همچنین برندهٔ جوایزی همچون چهره فرهنگی شایسته ارمنستان شوروی شده است. وی در ۲۵ نوامبر ۱۹۷۴ در سن ۵۱ سالگی در ایروان درگذشت.

## نگارخانه

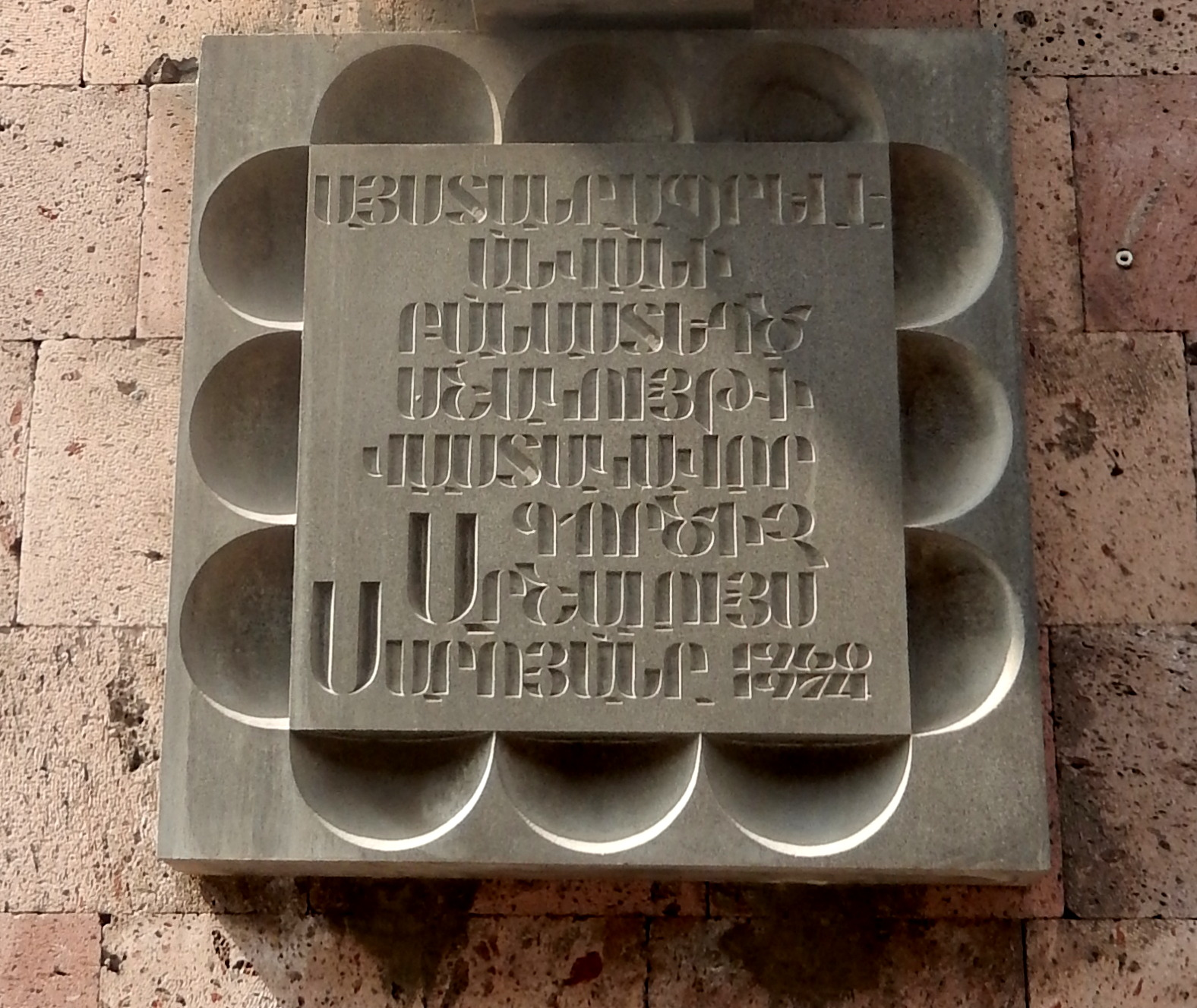